# Catocala detrita
Catocala detrita és una espècie de papallona nocturna de la subfamília Erebinae i la família Erebidae. Es troba a Rússia, als Urals.
Les larves possiblement s'alimenten d'espècies de Salix.